# Heinrich Laube
Heinrich Rudolf Constanz Laube (18. september 1806 i Sprottau i Schlesien – 1. august 1884 i Wien) var en tysk teaterdirektør og forfatter. 
Han kom 1826 til universitetet i Halle a. S. for at studere teologi, men han blev påvirket af det raske studenterliv i denne by og hørte kun professor Wegscheiders rationalistiske forelæsninger. I 1828 tog han til Breslau for her at indhente det forsømte, men da han havde set Heinrich von Kleists Käthchen von Heilbronn, blev han så voldsomt grebet, at han opgav teologien og besluttede at skrive for teatret. Efter at være bleven Dr. phil. fik han en huslærerplads hos en godsejer og derved rigelig tid til nye studier. Men 1830 gjorde ham til politiker, og han udgav Polen og Politische Briefe. I 1832 rejste han til Leipzig og overtog redaktionen af Zeitung für die elegante Welt (1833). For øvrigt sluttede han sig til Det unge Tyskland og blev udvist af Sachsen. Han tog nu til Berlin, men blev arresteret for deltagelse i Die Burschenschaft og holdt i varetægtsfængsel i ni måneder. Efter sin løsladelse (1835) giftede han sig, men fik kort efter sin endelige dom, der lød på 1 1/2 års fæstningsarrest. Denne var imidlertid af en enestående mild art, idet han fik lov til at afsone den på fyrst Pückler Muskaus gamle slot, hvor han flyttede ind med familie ogunder de behageligste forhold udarbejdede to af sine betydeligste arbejder: Deutsche Litteraturgeschichte (4 bind, 1839—40) og den didaktiske digtning Jagdbrevier (1841). I 1839 gjorde Laube en længere rejse til Paris og til Algérie, efter sin hjemkomst bosatte han sig i Leipzig, hvor han atter overtog redaktionen af Zeitung für die elegante Welt (1842—44) og begyndte sin dramatiske digtning. I 1849 blev han artistisk direktør ved Hofburgteatret i Wien, som han derefter ledede i 17 år. Skønt Laube har indlagt sig uomtvistelige fortjenester af Burgteatret og den tyske scene i almindelighed, har man ikke uden grund bebrejdet ham, at han fortrinsvis dyrkede det spanske og franske skuespil, og at han forgudede Scribe. Men til hans undskyldning tjener politiske hensyn og strenge censurforhold, der indskrænkede hans frie rådighed. Stillingen blev dog til sidst uholdbar for ham ved de stadige rivninger med hans overordnede, til dels også forværret ved egen særhed og principrytteri, og 1866 måtte han nedlægge sit embede, men overtog allerede 1867 direktionen af Stadttheater i Leipzig som han ledede i 3 år. I 1870 flyttede han igen til Wien, søgte og fik koncession (1871) til at oprette et nyt teater (vistnok mest for at konkurrere med Burgteatret), som han åbnede 1872 og ledede (med et års afbrydelse 1874—75) indtil 1879, da han trak sig tilbage til
privatlivet. Lige til sin død var han dog virksom som roman- og novelleforfatter. Sin virksomhed ved Burgteatret har han forsvaret i: Das Burgtheater, Beitrag zur deutschen Theatergeschichte (1868). Endvidere udgav han: Das norddeutsche Theater (1872) og Das Wiener Stadttheater (1875). Af hans dramaer kendes i vore dage Struensee (1847), Rokoko (1846), Die Karlsschüler (1847), Montrose (1859), Der Statthalter von Bengalen (1867) og Böse Zungen (1868). Dertil kommer Dramatische Werke (13 bind, 1845—75; Volksausgabe i 12 bind, 1880—92) og Gesammelte Schriften (16 bind, 1875—80; ny udgave 1908). Af hans romaner må ganske
særlig fremhæves: Der deutsche Krieg (9 bind, 1865—66, 3. oplag 1867—68).